# Froelichov svišč
Froelichov svišč (znanstveno ime Gentiana froelichii) je endemična in hemikriptofitna trajnica iz rodu sviščev (Gentiana) in družine sviščevk (Gentianaceae), ki se pojavlja v jugovzhodnih Alpah. Vrsta raste v Avstriji in Sloveniji, o nekaj opazovanjih pa so poročali tudi iz Italije.

## Vrsta
Froelichov svišč je opisal nemški botanik Heinrich Gottlieb Ludwig Reichenbach v svojem Fl. Germ. Excurs. iz leta 1832. Vrstni pridevek je posvečen spominu na nemškega zdravnika, entomologa in botanika Josefa Aloysa Frölicha, ki je živel med 1766 in 1841, ter je avtor monografije iz leta 1796, v kateri obravnava rod Gentiana. Poznani sta dve podvrsti Froelichovega svišča; Gentiana froelichii subsp. froelichii in Gentiana froelichii subsp. zenariae.

## Opis
Vrsta je precej podobna Clusijevemu svišču (Gentiana clusii ) in vrsti Gentiana frigida. Froelichov svišč doseže od 5 do 10 centimetrov višine. Suličasti do črtalasti listi so žlebasti in urejeni v listno rozeto. Stebelnih listov je le malo (navadno eden ali dva para), hkrati so ti vidno manjši. Značilnost te vrste svišča so tudi številni necvetoči (jalovi) poganjki, ki rastejo v neposredni bližini cvetočega poganjka.
Cvetoči poganjek ima enega, redkeje dva cvetova. Nizko rastoča rastlina ima svetlo modre do vijolične venčne liste, medtem ko so venčne krpe pokončne (in ne tako razprostre kot pri drugih sviščih). Venec meri od 3 do 4 centimetre, pri čemer je venčna cev stožčaste oblike. Čaša je zvonasta in ima dolge, ravne ter priostrene čašne zobce. Prašnice so zrasle ob vratu pestiča. Pestičeva brazda je krpata; posamične krpe so podolgaste do črtalaste. Froelichov svišč cveti med avgustom in septembrom.

## Ohranjanje in razširjenost
Vrste Gentiana froelichii še niso preučevali za uvrstitev na Rdeči seznam IUCN. Kljub temu naj bi bila potencialno ogrožena.
Svišč je kot endemično vrsto moč najti v vzhodnih Karavankah in Kamniško-Savinjskih Alpah. Raste tudi drugje; druga podvrsta se pojavlja v italijanskih Julijskih in Karnijskih Alpah. Vrsta raste nad gozdno mejo, njen habitat pa navadno predstavljajo kamniti travniki in skalne razpoke, ki se nahajajo v alpinskem pasu.